# Арена 2018
Арена 2018 — улица в Кировском районе города Самара. Проходит от Волжского шоссе до улицы Демократической.
Протяжённость улицы с юга на север составляет 1,415 километра, с запада на восток — от 1,951 км на юге до 1,950 км на севере. Дорога четырёхполосная по две в каждом направлении с 6 метровой разделительной полосой.

## История
Автомобильная дорога улица Арена 2018 входит в основной маршрут следования болельщиков чемпионата мира по футболу 2018. Для проезда к стадиону автодорога соединена с улицей Дальняя. Протяжённость Арены 2018 составляет 2,6 км. Расположена в Кировском районе города. Проектирование улицы было начато в 2016 году. После окончания строительства, стоимостью 769 млн рублей, улица связала Волжское шоссе и улицу Демократическую. Через улицу Дальняя осуществляется подъезд к футбольному стадиону «Солидарность Самара Арена». Движение осуществляется с октября 2017. Улица имеет остановочные пункты общественного транспорта, которые используются в дни проведения футбольных матчей.